# ۱۰۴ (عدد)
۱۰۴ (عدد)
۱۰۴(صد و چهار) یک عدد طبیعی است که بعد از ۱۰۳ و قبل از ۱۰۵ قرار دارد.